# Марк, Аузиас

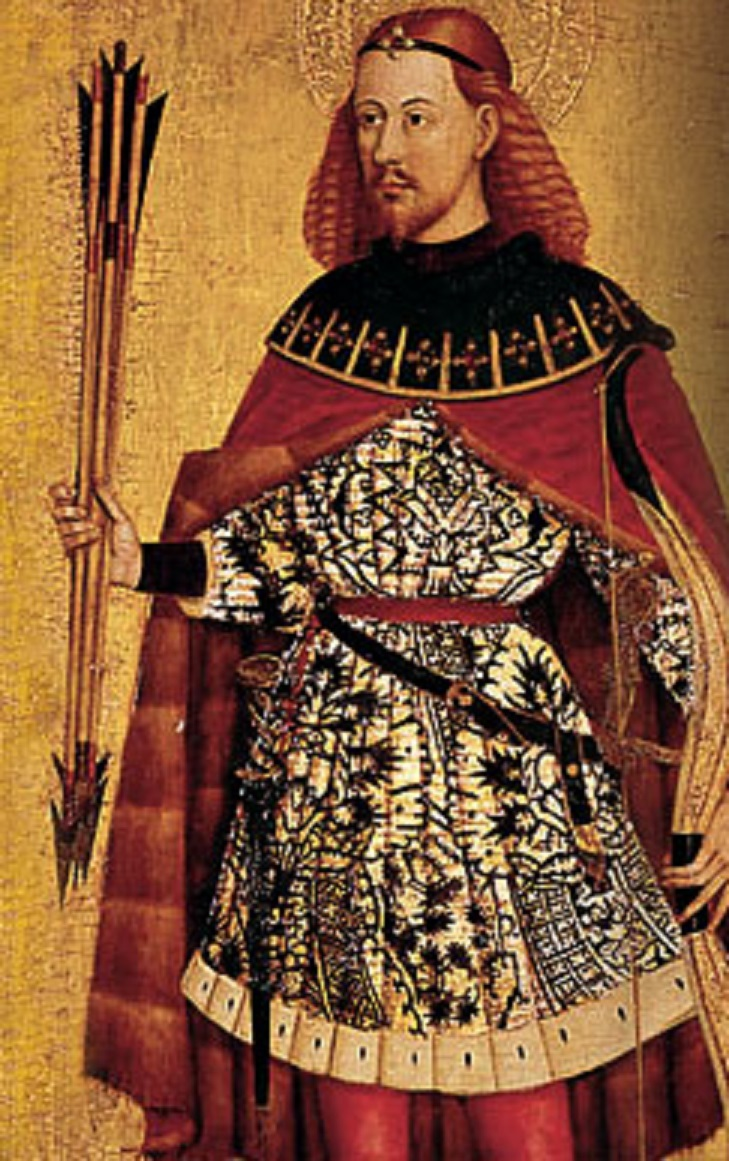
Предположительный портрет Аузиаса Марка, XV в.

Аузиа́с Марк (кат. Ausiàs March; 1397, Гандия, пров. Валенсия — 3 марта 1459, Валенсия) — каталонский (валенсийский) поэт.

## Биография
Сын поэта Пере Марка. Приближённый короля Альфонсо V, воевал на Корсике, в Сардинии, Сицилии, Неаполе, на севере Африки. После 1425 оставил военное поприще, в 1428 году вернулся в Гандию. Около 1430 года начал писать. В 1437 году женился на Исабель Мартурель, сестре Жуанота Мартуреля, которая через два года умерла. В 1450 году поселился в Валенсии, где через несколько лет скончался.

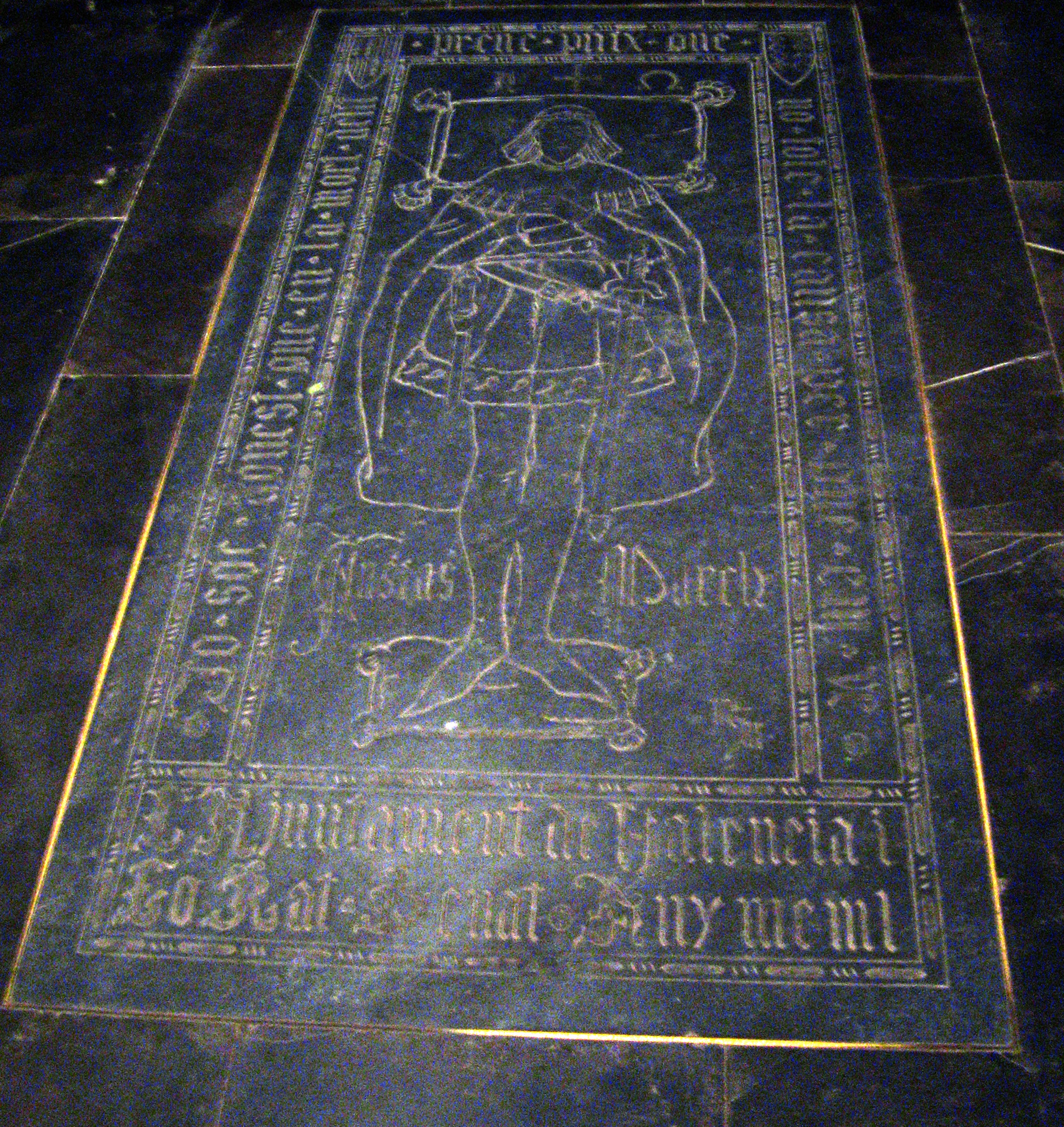
Могила Аузиаса Марка в соборе Пречистой Девы Марии, Валенсия

## Творчество
Марк порвал с риторической традицией провансальских трубадуров, внося в стихи о любви, вере и смерти интимное лирическое начало. Сохранилось 128 его произведений, написанных на валенсийском языке. На испанский (кастильский) язык их, среди прочих, переводил Хорхе де Монтемайор (1560). Они повлияли на испанскую поэзию эпохи Возрождения. Достаточно сказать, что учениками Марка считали себя Хуан Боскан и его друг Гарсиласо де ла Вега, Диего Уртадо де Мендоса, Фернандо де Эррера и др.
В честь Марка Аузиаса назван кратер на Меркурии.